# Festa de Sant Cristòfor

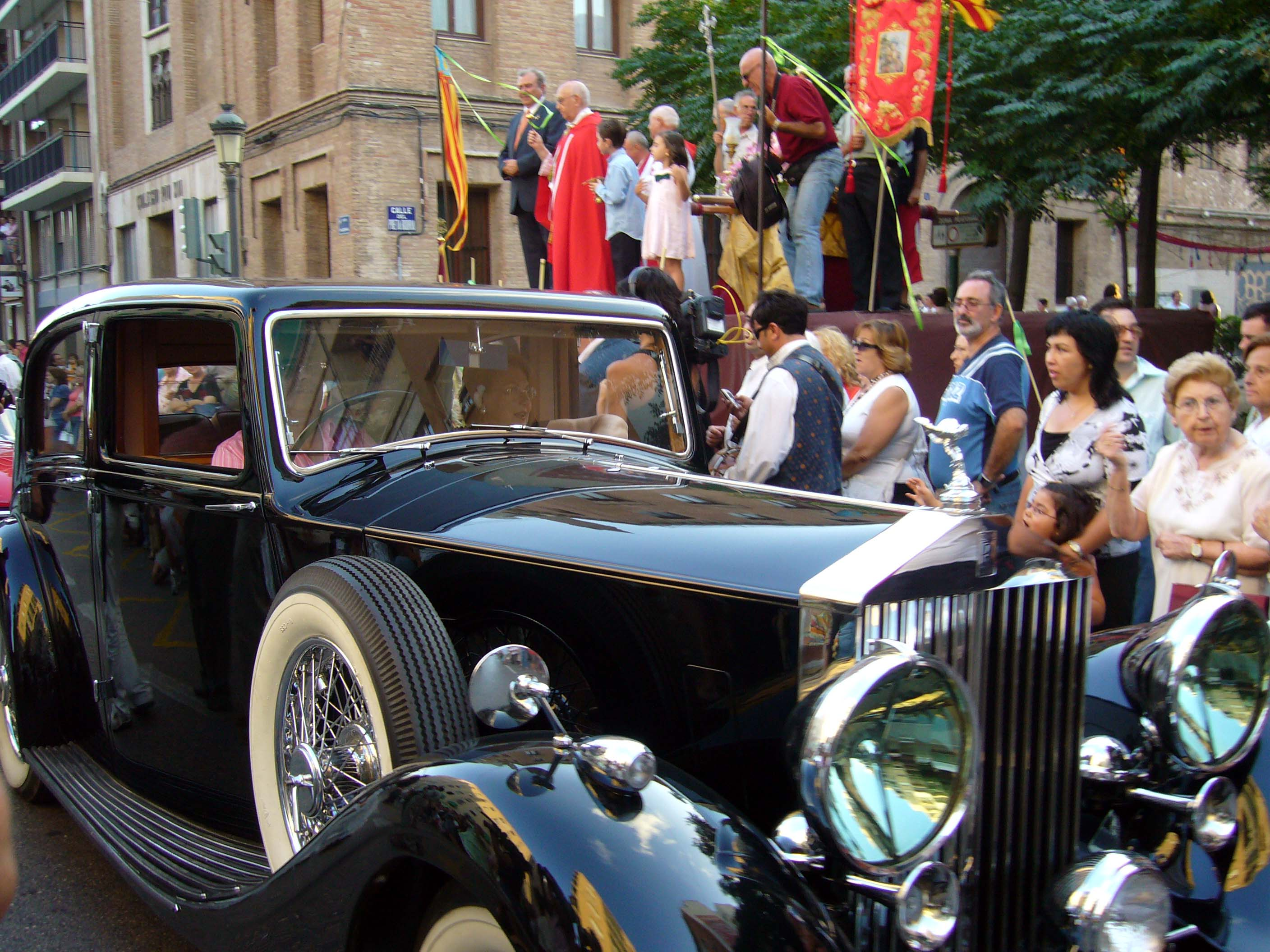
Benedicció dels conductors a València

La Festa de Sant Cristòfor, patró dels automòbils i protector dels viatgers, és una figura venerada des de fa segles a Catalunya. Durant el dia, cotxes, motos i bicicletes passen davant diverses esglésies dels Països Catalans per ésser beneïts i gaudir, així, de la protecció de sant Cristòfor durant tot l'any. El mossèn ruixa amb aigua beneïda els vehicles que s'hi acosten i a cada conductor li lliura un record de la diada.

## Motiu
La festa se celebra en honor de sant Cristòfor de Lícia, personatge a qui la tradició atribueix el fet d'haver prestat serveis a viatgers i vianants, per la qual cosa en va esdevenir patró. Segons l'hagiografia del sant, va passar l'infant Jesús d'una llera del riu a l'altra. Va ser una feina molt àrdua: el cos del nen cada vegada pesava més perquè portava a sobre tots els pecats del món.

## A Barcelona
Segons el llegendari barceloní, cada 10 de juliol al migdia sant Cristòfor arribava a la ciutat amb una barca i amb el nen Jesús a l'espatlla pujava per la Rambla; en arribar al capdamunt, desapareixia. Els qui tenien la sort de veure’l gaudien de bona ventura tot l'any i s'asseguraven de no tenir una mort violenta. La tradició de la celebració de la festivitat al carrer de Regomir de la Ciutat Vella ve de lluny. Antigament els veïns engalanaven els balcons i les finestres de les cases i s'hi feia una fira on es podien comprar panellets beneïts, avellanes tendres, xiulets de vidre i ventalls. Segons una tradició barcelonina del segle xix, els promesos regalaven ventalls a les promeses i elles els lliuraven un xiulet, amb la qual cosa durant la festa sempre hi havia molt de xivarri. Aquesta fira es va fer fins al 1906, quan els conductors, que adopten el sant com a patró, comencen a ocupar l'espai amb els vehicles que porten a beneir.

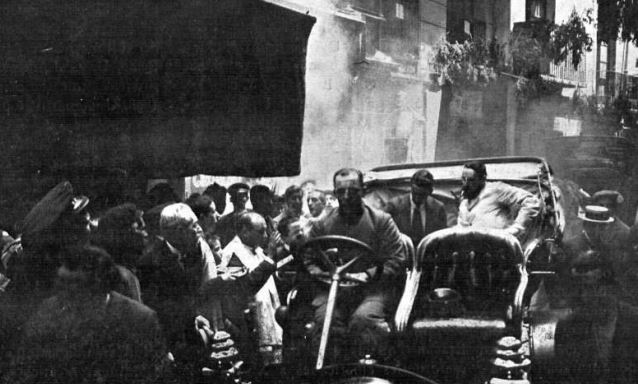
Primera benedicció d'automòbils a Barcelona, el 1907, davant la capella de Sant Cristòfor

Al segle xxi se celebra al davant de la capella de Sant Cristòfor del carrer de Regomir de Barcelona. El mossèn beneeix cada vehicle que passa i lliura un brotet d'espígol, un element commemoratiu de la festivitat i una estampeta del sant a cada conductor. Des de finals del segle xx, un grup d'afeccionats als cotxes clàssics i d'època aprofiten la diada de Sant Cristòfor per mostrar els seus vehicles a la plaça de Sant Jaume. Després els porten a beneir a la capella i a fer un tomb pels carrers més cèntrics de la Ciutat Vella. Gastronòmicament, el Volant de Sant Cristòfol és la menja típica de la jornada a la ciutat.